# Karrebæk Sogn
Karrebæk Sogn er et sogn i Næstved Provsti (Roskilde Stift).
I 1800-tallet var Karrebæk Sogn et selvstændigt pastorat. Det hørte til Øster Flakkebjerg Herred i Sorø Amt. Karrebæk sognekommune blev ved kommunalreformen i 1970 indlemmet i Næstved Kommune.
I Karrebæk Sogn ligger Karrebæk Kirke.
I sognet findes følgende autoriserede stednavne:
- Enø (areal, bebyggelse, ejerlav)
- Karrebæk (bebyggelse, ejerlav)
- Karrebæksminde (bebyggelse, ejerlav)
- Karrebækstorp (bebyggelse, ejerlav)
- Klinteby (bebyggelse, ejerlav), tidl. Gumperup[2][3]
- Klinteby Frihed (bebyggelse)
- Lungshave (bebyggelse)
- Rappenborg Skov (areal, bebyggelse)
- Saltø (bebyggelse, ejerlav, landbrugsejendom)
- Skakholm (areal)
- Vesterhave (bebyggelse)